# Pokémon Heroes
Heróis Pokémon é quinto filme do animê Pokémon lançado em 13 de julho de 2002 no Japão e em 2003 nos Estados Unidos. Seu lançamento no Brasil foi no pay-per-view da Sky em março de 2005.

## Enredo
Alto Mare é uma ilha muito diferente. O estilo, a arquitetura, a localidade e até mesmo pelo que é famosa: uma cidade construída sobre a superfície da água. A beleza e os locais de Alto Maré deram-lhe o título de “A capital das águas”. Mais há algo por trás de Alto Mare... 
Há muito tempo atrás, quando Alto Mare era ainda uma pequena cidade, um casal de velhos estavam caminhando pelas costa, quando avistaram duas crianças inconscientes. O casal os levou até em casa, onde trataram e cuidaram até que eles melhorassem. No entanto, essas crianças não aparentavam ter pais ou parentes, então elas viveram junto do casal. Foi então que grandes nuvens negras tomaram o céu da cidade e começou a chover, mas a chuva era negra e tudo em que ela tocava, enegrecia. O casal de velhinhos estava fora de casa junto das crianças quando a chuva chegou até eles. Estava preste a atingir o casal quando as crianças começaram a brilhar. As duas crianças, então, flutuaram pelo céu e revelaram ser os pokémon do infinito: Latias e Latios. Eles chamaram por outros como eles, e um deles veio com um estranho globo azul. Seus poderes juntados ao globo azul mostraram-se sobre as nuvens negras, fazendo com que elas desaparecessem. Co mo agradecimento por terem cuidado das “crianças”, eles entregaram o globo azul ao casal de velhinhos.
Uma história interessante. Assim como duas mulheres, uma loira com cabelos em espiral e outra com cabelo azul, lerem sobre a lenda de Alto Mare em um grande arquivo. Elas tiveram que interromper a leitura, já que um segurança esta se aproximando. As duas fugiram como ninjas por uma janela que estava aberta. Quando o guarda chegou, ficou chocado ao ver que um livro estava sumido, e que no lugar estava uma rosa e um cartão. A rosa parecia ser familiar e no cartão tinha a insígnia de algum lugar. Quanto às duas mulheres, elas correram até um carro super fashion, que acelerou e entrou em um jato. Essas duas eram Rockets, conhecidas como Zanna e Rion. Elas se dirigiam a Alto Maré.
Hoje é um daqueles dias especiais em Alto Mare. Na verdade, é o melhor deles. E não é só porque é a Festa de Latios, mas também porque haverá uma corrida pelos canais da cidade. Há muitas pessoas participando dessa corrida e entre elas está Ash e Misty. A corrida se inicia e Ash, com seu Totodile, e Misty, com seu Corsole, disparam na frente, junto de outro corredor com um Wailmer. Brock assiste tudo da ponte quando avista uma linda mulher saindo do meio da multidão, enquanto Pikachu segue Ash durante a corrida.
A corrida continua, enquanto duas estranhas figuras quase invisíveis sobrevoam a cidade. Ash, Misty e o outro competidor continuam disputando o primeiro lugar, mas o caminho logo se estreita. As duas figuras voam mais baixo, passando por cima da Equipe Rocket, que estavam se empanturrando de macarrão, e sobre umas pessoas que estavam na janela de suas casas assistindo a corrida. Uma garota nota algo estranho, mas consegue entender o que é. Ash toma a frente, mas vai de encontro a uma parede ao tentar fazer uma curva estreita. Mas mesmo assim ele não desiste e retoma o curso, mas acaba batendo outra vez. Totodile se culpa pela perda de Ash, mas ele não se importa. Quanto a Misty, ela segue tranquilamente até a linha de chegada e vence. O outro competidor, que se chama Rossi, parabeniza Misty pela vitória. Ele diz que é um motorista de barco e oferece um tour a Misty e seus amigos.
No barco, Ash e Brock olham a paisagem enquanto Rossi conta sobre a cidade. Misty diz que adorou seu troféu e Rossi pergunta se ele poderia vê-lo. Ela o ergue: era redondo e possuía um matiz verde. Tinha a forma de dois seres, um de cada lado, e no centro tinha um círculo cintilante. Ash pergunta quem são os pokémon do troféu. Rossi explica que o da direita se chama Latious e o da esquerda, Latias, e que ambos eram os guardiões de Alto Maré. Nunca ninguém os havia visto, mas todos os conheciam.
Próximo ao barco havia uma pequena mosca voando aos redores. Mas aquilo não era uma mosca de verdade e sim uma câmera, que pertencia a Zanna e Rion, que procuram pelos dois pokémon por toda a cidade. Elas sabiam que os lendários pokémon podiam assumir a forma de humanos então Rion implantou um scanner na câmera, que identificava humanos e pokémon. Todas as pessoas apareciam normais, até encontrarem uma diferente, que estava toda azul. As Rockets correram até ela e se depararam com Jesse, James e Meowth que estavam tomando sorvete. Jesse grita com elas, mas elas não estavam nem aí. James sabia quem eram elas. Ele explica a Jesse que elas são as Rockets #1, as melhores. Jesse resolve agir como elas para ser a melhor.
Rossi resolve dar uma parada para eles fazerem um lanchinho antes de continuarem. Eles vão até uma barraquinha de sorvete. Enquanto eles estão caminhando, Pikachu vê uma fonte de água e, estando sedento, corre até ela. Ao chegar lá, ele encontra uma garota vestindo uma saia branca e uma camisa verde com um estilo de cabelo estranhamente familiar. Ela abre a torneira e Pikachu bebe a água, enquanto Ash se aproxima, agarra Pikachu e agradece a garota. Mas ela simplesmente dá as costas. Ash fica todo confuso.
A garota se encontra andando sozinha por um canal quando Zanna e Rion aparecem. Zanna a observa com uns óculos especias, revelando que a garota é o lendário pokemon Latias. Elas a chamam de Latias e vão para cima dela. A garota choca-se ao ver que seu disfarce foi revelado e foge. Zanna e Rion usam seus pokemon, Espeon e Ariados, para parar o pokémon. Espeon usa seu ataque psíquico (Psychic), enquanto Ariados usa seu ataque de teia (String Shot).
Logo, Ash aparece e para a luta. As Rockets tiram sarro dele antes de mandarem Espeon ataca-lo com Psybeam, mas Ash foge, junto da garota. Os dois se separam para fazer os perseguidores perderem o rastro, o que acaba ando certo. Logo, eles se encontram e correm para um lugar seguro, ou seja, onde Rossi e os outros se encontravam. Ao olhar para trás, Ash vê que a garota havia desaparecido.
Ash esquece esse evento inesperado e a gangue retoma seu tour, indo agora para o templo de Alto Mare. No entanto, Zanna e Rion estão espionando-os, observando cada movimento deles.
O templo parecia enorme quando visto de fora, mas do lado dentro havia poucas coisas para se ver. Ao caminharem pelo lugar, eles percebem que há fósseis nas paredes. Misty se assusta no começo, mas um homem vestindo uma roupa similar ao do Mario (aquele italianinho amigo do Luigi) explica a ela que são apenas fósseis. Ele mostra o lugar para Rossi e o pessoal, mostrando e explicando os desenhos e inscrições contidas nas paredes do templo. No alto, no teto do templo havia pinturas do livro que Zanna e Rion haviam roubado. O pessoal entra numa sala, onde havia uma grande máquina. O homem da roupa de Mario diz que essa máquina controla toda a cidade, assim como explica a lenda.
Ash avista alguém pintando nas paredes. Ele se aproxima para ver melhor e vê a mesma garota de antes, só que desta vez com uma saia branca mais longa, segurando um pincel e um caderno de desenhos. Ele se aproxima com cuidado até ela, mas ela percebe e foge. Ele fala para Misty que estaria no Centro Pokémon antes das luzes se apagarem e corre atrás da garota. Por todos os lugares que ela ia, ela parecia estar próxima, mas ao mesmo tempo longe. Ela corre para fora do templo quando ela para. Ash está do outro lado do canal. Ele faz umas perguntas a ela, mas ela não responde, e volta a fugir. Ash vai atrás e acaba perdendo a de vista. Pikachu, que havia seguido Ash, encontra a garota, que continua correndo, como que quisesse que eles a seguissem. Eles passam por muitos lugares até a garota parar em frente a uma parede. Era o fim da linha para ela. No entanto, ela atravessa a parede, fazendo com que Ash ficasse mais confuso. Pikachu cria coragem e corre até a parede, atravessando-a. Ash vai logo atrás.
Do outro lado, tudo estava escuro. Em pouco tempo, tudo clareou, revelando ser um belo lugar: um jardim cheio de flores e árvores gigantes, um lago com águas límpidas. Ash reparou que havia pokémon ali e aqui, e também viu a garota, que correu novamente. Quando chegou até ela, ela estava em um balanço. De repente, o vento começou a ficar pesado, quase como um furacão quando algo saiu do lago e foi direto até eles. Pikachu começou a descarrilar choques elétricos na coisa, o que acabou não dando certo, fazendo com que a estranha coisa desse uma investida em Pikachu, que desmaia. A coisa se revela sendo o lendário pokémon Latios, que se prepara para atacar Ash, mas hesita ao ver que a garota se pôs à frente dele.
Latios estava furioso por Ash estar onde estava e gritava com a garota, mas ela não dizia nada. Então uma voz é ouvida e... uma garota aparece, igualzinho a outra, segurando um pincel e um caderno de desenhos, dizendo para Latios atacá-lo. Ash estava totalmente confuso. É quando o cara do templo aparece e esclarece tudo para o garoto. Ele explica que Latias é muito brincalhona e que estava fazendo suas traquinagens com ele. A garota do caderno revela ser Kanon. Ela diz que do “outro lado” ela não é nada mais do que uma artista, mas que aqui ela toma conta dos dois pokémon. Ela também menciona que o cara do templo é seu pai, Bongore, que na verdade é o dono do templo.
Latias e Latios estão brincando com Pikachu, enquanto Bongore responde às dúvidas de Ash sobre os dois e sobre toda a lenda da ilha. Mais tarde, ele mostra a Ash a “Lágrima do Coração”, que estava no centro de um pequeno lago. Isso era a fonte da água de Alto Mare. Enquanto isso, uma pequena câmera sobrevoava ao redor deles. Eram Zanna e Rion.
Ash então percebe que estava ficando tarde e lembra que havia dito a Misty que estaria no Centro Pokémon antes do anoitecer. Latias não queria que ele fosse embora. Kanon se oferece para levá-lo de volta. Durante a volta, Ash faz algumas perguntas a Kanon e uma delas foi porque Latias assume a forma dela. Kanon explica que Latias é superbrincalhona perto de Latios e que às vezes ela se sente sozinha e que vai para o outro lado (a cidade de Alto Mare) para quebrar a rotina. No entanto, ela não pode manter a sua forma original então ela se adquire a forma dela. Ash menciona que Latias foi atacada por duas pessoas e que Bongore não deveria perde-la de vista.
Mais tarde, naquela noite, as duas Rockets conseguem entrar no Jardim. Jesse, James e Meowth tentam segui-las, mas não conseguem. Elas usam Espeon para derrubar Bongore. Latios acorda de seu sono assim como Latias e sobrevoam o Jardim, encontrando as Rockets. Eles tentam derruba-las várias vezes e não conseguem. As Rockets são muito ágeis. Eles então tentam se camuflar, mas Espeon e Ariados são mais espertos. Espeon usa seu ataque psíquico e ariados usa seu ataque noturno em Latias, mas Latios fica na frente. Latios cai fazendo com que Zanna o capturasse. Latias tenta salvá-lo, mas Latios grita com ela, dizendo que ela deve fugir. Espeon e Ariados tentam mais um ataque à Latias, mas Latios, mesmo amarrado, intervem. Latias então foge para Alto Mare. Rion rouba a “Lágrima do Coração”. Kanon corre até o Jardim, mas já era tarde demais. Até agora, o plano de Zanna e Rion havia dado certo.
De volta ao templo, elas carregam Latios até a máquina e preparam a próxima fase do templo.
1º passo: Colocar o guardião no pedestal. Elas o fazem e três grandes anéis giram em torno do pokémon. As linhas do anel ficam vermelhas, provendo a energia. Os pilares da máquina caem, fazendo com que a máquina principal surgisse. A máquina parece uma balança, sendo que do lado esquerdo tem um grande globo e no outro possui um tipo de coisa para colocar algo. Múltiplos braços sobressaem para fora, o que mostra ter sido feito em um estranho design.
2º passo: Colocar a “Lágrima do Coração” no lado direito da máquina. Rion cuida dessa parte. Antes que pudessem continuar, Kanon e seu pai aparecem, mas são desabilitados por Espeon.
3º passo: Controlar a máquina manualmente do grande globo. Zanna não se sente à vontade entrando lá, então Rion o faz.
Latias se dirige ao Centro Pokémon, sabendo que há apenas uma pessoa para ajudar seu irmão. Ela entra no quarto de Ash, na forma de Kanon, quando ele acorda. Ele fica meio confuso sobre quem ela é, mas nota que é Latias, já que o pokémon não consegue falar na sua forma humana.
De volta ao templo, Latios acorda e tenta se soltar, mas não consegue. Kanon, que está amarrada junto a Bangore, dz a Latios para fazer uma conexão psíquica com Latias, para mostrá-la onde estão.
No Centro Pokémon, todos já estão acordados e Ash conta toda a história para Misty e Brock. Latias recebe o contato de Latios, assim como os outros. Eles vêem toda a situação. Eles também vêem que Rion está começando a operar a máquina, tirando a energia de Latios para reviver os fósseis do templo. A máquina restaura os fósseis de um Aerodactyl e de um Kabutops. Rion ordena-lhes procurarem Latias. É quando Latios desmaia e perde a conexão com Latias. Ash resolve salvar Latios e os outros.
Rion resolveu prevenir a entrada de qualquer um e trancou todas as entradas para o templo. Ash chega ao templo e tenta encontrar alguma entrada. Tudo estava trancado. Ash deu uma volta pelo Templo, mas não encontrou nada. Ash tem a ideia de entrar pelo canal. Eles vão seguindo quando o Aerodactyl aparece e ataca Latias. Ash e Pikachu pulam nas costas do Aerodactyl e pede para Pikachu usar o Raio do Trovão (Thunder Bolt). O ataque funciona e Latias escapa. Aerodactyl prepara um Hiper Raio (Hyper Beam) para usar contra Ash e Pikachu, mas eles mergulham, escapando por um fio. Porém, a força do golpe empurrou-os mais fundo. Latias, ao ver que o Aerodactyl se foi, mergulha para salvá-los e consegue. Estava tudo bem com eles. Ash vê uma daquelas gôndolas que ele usou na corrida. Ele tem outra ideia.
Latias estava amarrada a gôndola, onde Ash e Pikachu estavam. Ela começa a surfar, seguindo o Aerodactyl, que percebe e volta a persegui-los. Eles conseguem despista-los, mas encontram com o Kabutops, que os persegue numa velocidade incrível.
Enquanto isso, Brock tenta quebra as grades que impediam a entrada ao Templo. Misty diz que eles que deveriam mandar seus pokémon ajudar Ash. Brock manda Crobat e Misty manda Politoed e Corsola.
Latias e Ash estão fugindo de Kabutops, que mantém sua velocidade, já que a água não é um problema para ele. Latias virá em uma esquina, mas vira tão rápido que faz com que Ash voe longe. Kabutops se prepara para atacá-lo, quando Crobat, Politoed e Corsola o param. Ash os agradece e continua.
Rion percebe que Ash está chegando. Ela resolve pará-lo, controlando a água, criando ondas, etc. Zanna fica preocupada com Rion por ela estar meio maluca com todo aquele poder. Latias cria uma bola de energia e consegue acalmar a água. Eles conseguem entrar no Templo. Latias vai direto ao irmão, tentar salva-lo. Ash tenta desamarrar Kanon, mas a teia de Ariados é muito forte. Pikachu ataca com eletricidade e quebra a teia. Latias tenta quebrar a máquina, mas a máquina apenas reflete o ataque. Pikachu usa o Raio do Trovão, que não funciona. Latias cria uma bola de energia à sua volta e ataca a máquina, que se despedaça. Ash, Kanon e seu pai tentam tirar Latios da máquina, o que foi trabalhoso, mas não impossível. Latios acorda. Zanna sorri para eles e vai checar Rion, que estava toda sacudida. As travas do templo se abrem. Zanna vai até a “Lágrima do Coração”, que estava lilás, e não azul. Ela quase a toca quando Bongore gri ta “Não!”, mas era tarde demais. A “Lágrima do Coração” se parte e Zanna é enviada para dentro da máquina, que se reconstitui. Bongore diz que se “Lágrima do Coração” for quebrada, Alto Maré entrará em ruínas.
Do lado de fora, uma enorme onda estava vindo do oceano para desabar toda a cidade. Cientes do que deviam fazer, os guardiões voam por sobre a onda e começam a brilhar numa luz branca e se fundem em uma grande bola de energia, que faz com que a enorme onda desaparecesse. (Eles não se fundem fisicamente, fazendo com que aparecesse um único ser. Eles apenas se tornaram uma enorme bola branca de energia.)
Dentro da grande bola de energia, Latias olha ao redor, procurando pelo seu irmão. Ela o vê, porém, ele está diferente. Ele está brilhando, do mesmo jeito que a “Lágrima do Coração” estava: toda azul. Latios estende sua mão (ou pata) até a de sua irmã. Ele passa a mão nela e então explode, empurrando Latias para bem longe. Jesse, James e Meowth, que estavam por perto, são pegos pela explosão e atirados para longe, com o seu famoso “Equipe Rocket decolando de novo!!!”. A explosão cria uma energia que se expande pela cidade, fazendo Aerodactyl e Kabutops virarem fósseis de novo. Enquanto isso, Zanna e Rion fogem depois do fracasso que foi a missão.
Depois, Ash e os outros procuram pelos guardiões. Eles avistam um Mantine e outros pokémons de água carregando Latias. Latias acorda e olha pelos lados, procurando pelo irmão. Bongore diz que Latios usou toda sua energia para salvar a cidade, sacrificando sua vida. Ash conforta Latias pela perda do irmão. Eles encontram e “Lágrima do Coração” e voltam para o jardim. Kanon a põe de volta ao seu lugar. Ela e seu pai agradecem a Ash e seus amigos pela ajuda.
Mais tarde, a gangue estava no porto, pronta para voltar para o continente. Mas antes de irem, eles passaram na casa de Bongore, para se despedirem. Ash pergunta se Kanon estava em casa, enquanto Bongore a chama. Eles não ouvem nenhuma resposta e Ash diz para ele dizer “tchau” por eles. Eles se vão. No barco, Ash nota que alguém vem correndo pela ponte: Kanon. Ash diz ao motorista parar o barco e ele corre até ela. Ele diz adeus a ela. Ela lhe entrega um papel e lhe dá um beijo um beijo na bochecha. Misty e Brock ficam surpresos enquanto Kanon se vai. Mas Ash percebe que não era Kanon e sim Latias. Ele abre o papel. Lá, havia um desenho: Ele e Pikachu nas costas de Latias.
Ainda no barco, porém longe da ilha, Ash nota duas figuras no céu. Ele imagina ser Latias e Latios. Ele relaxa e diz que Alto Mare está salva novamente.
E os créditos continuam enquanto algumas cenas aparecem: Bongore consertando a máquina que foi danificada; Zanna e Rion presas. Na prisão, elas folheam um livro sobre Lawrence III (o vilão do filme “O poder de um”) e começam a planejar um plano para roubar suas riquezas. Kanon aparece pintando nas ruínas. Quanto a Ash, ele caminha com seus amigos de volta a sua jornada.

## Filme no Brasil
No Brasil, Heróis Pokémon nunca foi lançado oficialmente. A Europa Filmes que comprou os Direitos de Pokémon 4: Viajantes do Tempo não foi rápida o bastante para comprar os direitos de Pokémon 5, que acabou sendo comprada pela Buena Vista. Esta empresa nunca quis lançar o DVD do filme, o que faz do filme o mais raro no Brasil. Heróis Pokémon passou somente duas vezes no Brasil. Ambas na seção de filmes do Jetix e, ainda, no mesmo ano (Janeiro e Março de 2007). Depois do ocorrido a Europa Filmes comprou os direitos dos filmes 6 e 7, e o Cartoon Network comprou os direitos dos 3 primeiros filmes e do filme 8 em diante. Felizmente o vídeo do filme brasileiro se encontra no YouTube, e em Download em muitos sites.